# José María Plá
José María Plá Machado (Maldonado, 15 de octubre de 1794 - Montevideo, 23 de abril de 1869) fue un político uruguayo del Partido Colorado. En 1856 fue Presidente de la República interino.

## Biografía
Tuvo una extensa labor legislativa en representación de Maldonado, ocupando una banca en 1.ª cámara de representantes en 1.ª 4.ª legislatura (1841-1843) y en la 5.ª legislatura (1843-1846).
En 1846, integró 1.ª Asamblea de Notables que ofició junto al Consejo de Estado como Poder Legislativo.
Entre 1854 y 1857 fue senador y en su calidad de presidente de ese cuerpo legislativo, ejerció la titularidad del Poder Ejecutivo en sustitución de Manuel Basilio Bustamante del 15 de febrero de 1856 al 1 de marzo de 1856.
Ocupó nuevamente una banca del senado en 1868 pero falleció antes de concluir su período.

### Gabinete de gobierno
| Ministerio                       | Nombre             | Período |
| -------------------------------- | ------------------ | ------- |
| Gobierno y Relaciones Exteriores | Alberto Flangini   | 1856    |
| Hacienda                         | José Zubillaga     | 1856    |
| Guerra y Marina                  | José Antonio Costa | 1856    |